# LGBT刻板印象
LGBT刻板印象是指社會對於LGBT人群的公式化的概括、觀點或印象。消極的LGBT刻板印象經常和同性戀恐懼症有關，但也存在積極的LGBT刻板印象。
傳統的對男同性戀的刻板印象包括女性化（陰柔氣質、喜歡傳統上認為是女性為主的嗜好或穿著打扮）、過度男性化（肌肉化、虎背熊腰）、生活淫亂等。對女同性戀的刻板印象包括必有一方特別的男性化、若雙方都很女性化則主流媒體偏好以極其柔美的方式呈現、是因為受過男性所帶來的創傷才成為女同性戀等。對於跨性別者的刻板印象則有人妖等。